# Stjepan Han
Stjepan Han (22. srpnja 1907. – 2. listopada 1995.) je bio inženjer elektrotehnike i kibernetičar. 
Rođen je 1907. godine. Poslije drugog svjetskog rata bio je visoki državni službenik. Nakon političke karijere okrenuo se znanstvenoj karijeri. Radio je kao profesor Ekonomskog fakulteta u Subotici kojem je poslije bio dekan. 
Napisao je mnoštvo znanstvenih radova na temu informatike, kibernetike i organizacije rada. Umro je 2. listopada 1995. godine.